# Droniowiczki
Droniowiczki (niem. Klein Droniowitz) – dzielnica Lublińca znajdująca się we wschodniej części miasta. Do 1945 r. osobna wieś.
W Droniowiczkach znajduje się zabytkowa kapliczka. Droniowiczki graniczą z dzielnicami: Kopce od strony północnej, Biała Kolonia od strony południowej, Wesoła od strony południowo-zachodniej, Łopian od strony południowo-wschodniej oraz ze Śródmieściem Południowym od strony północno-zachodniej.
Herb Droniowiczek przedstawia w srebrnym polu zieloną murawę, na niej po bokach dwa zielone drzewa iglaste z brązowym pniem, a pomiędzy nimi brązowy pniak z czarnym ptakiem skierowanym w prawo.Został opracowany na podstawie pieczęci gminnej obowiązującej od końca XVIII w., na której to przedstawiono po prawej świerk, po lewej ptaka na pniaku.